# Komidsommar
Komidsommar är en tradition som firas i delar av Dalarna. Firandet äger rum under en dag någon eller några veckor efter midsommarhelgen. Det exakta tidsavståndet mellan midsommar och komidsommar är något som varierar mellan olika byar och fäbodar. Firandet markerar mitten på fäbodsäsongen. I Siljanstrakten arrangeras komidsommarfirande med majstångsresning och lekar i många fäbodar som idag är populära sommarstugeområden.